# فريدريك بلوم
فريدريك بلوم (بالسويدية: Fredrik Blom)‏ هو عسكري ومهندس معماري سويدي، ولد في 24 يناير 1781 في Karlskrona city community ‏ في السويد، وتوفي في 25 سبتمبر 1853 في City of Stockholm (former municipality) ‏ في السويد بسبب كوليرا.

## معرض صور

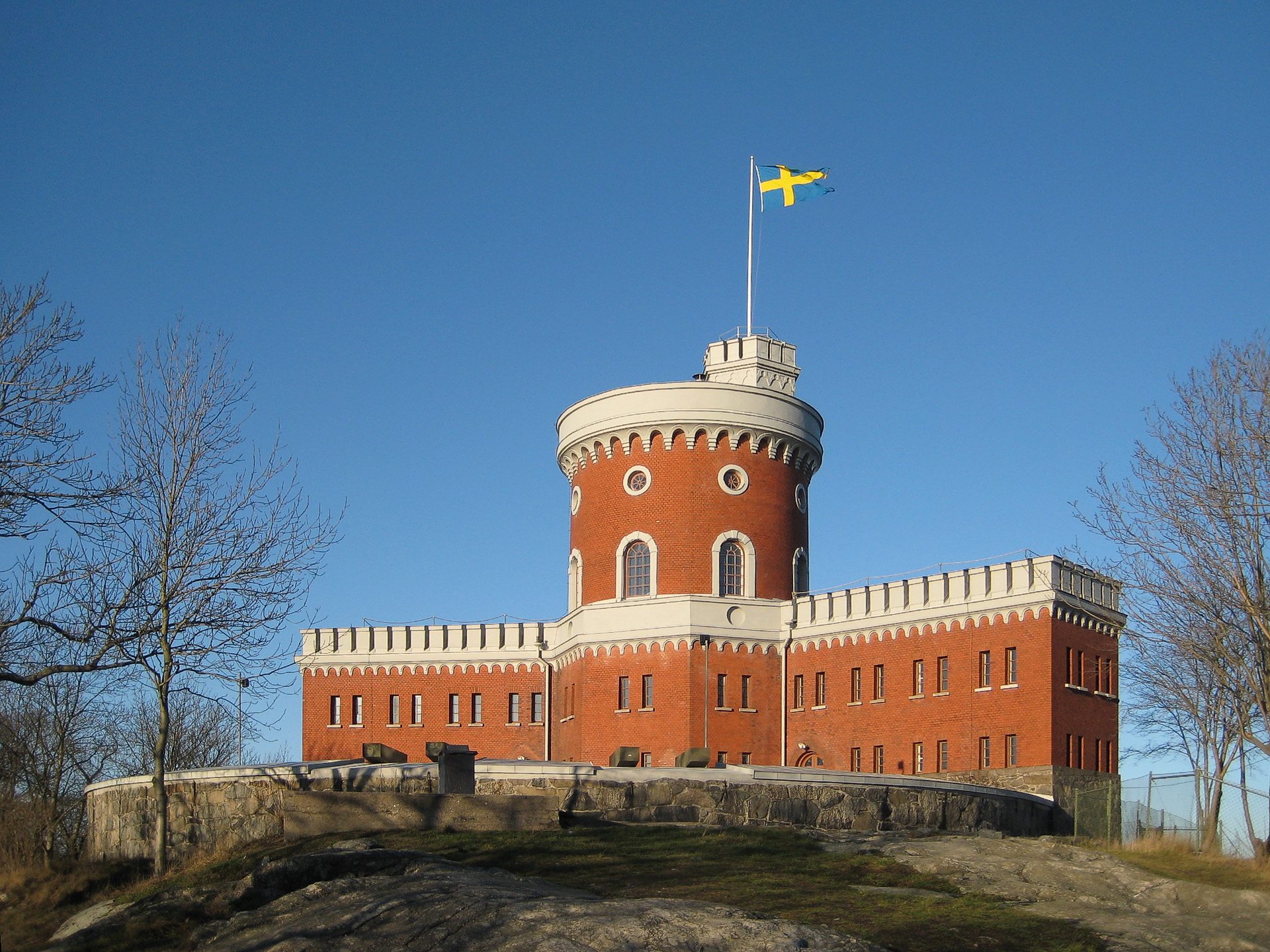
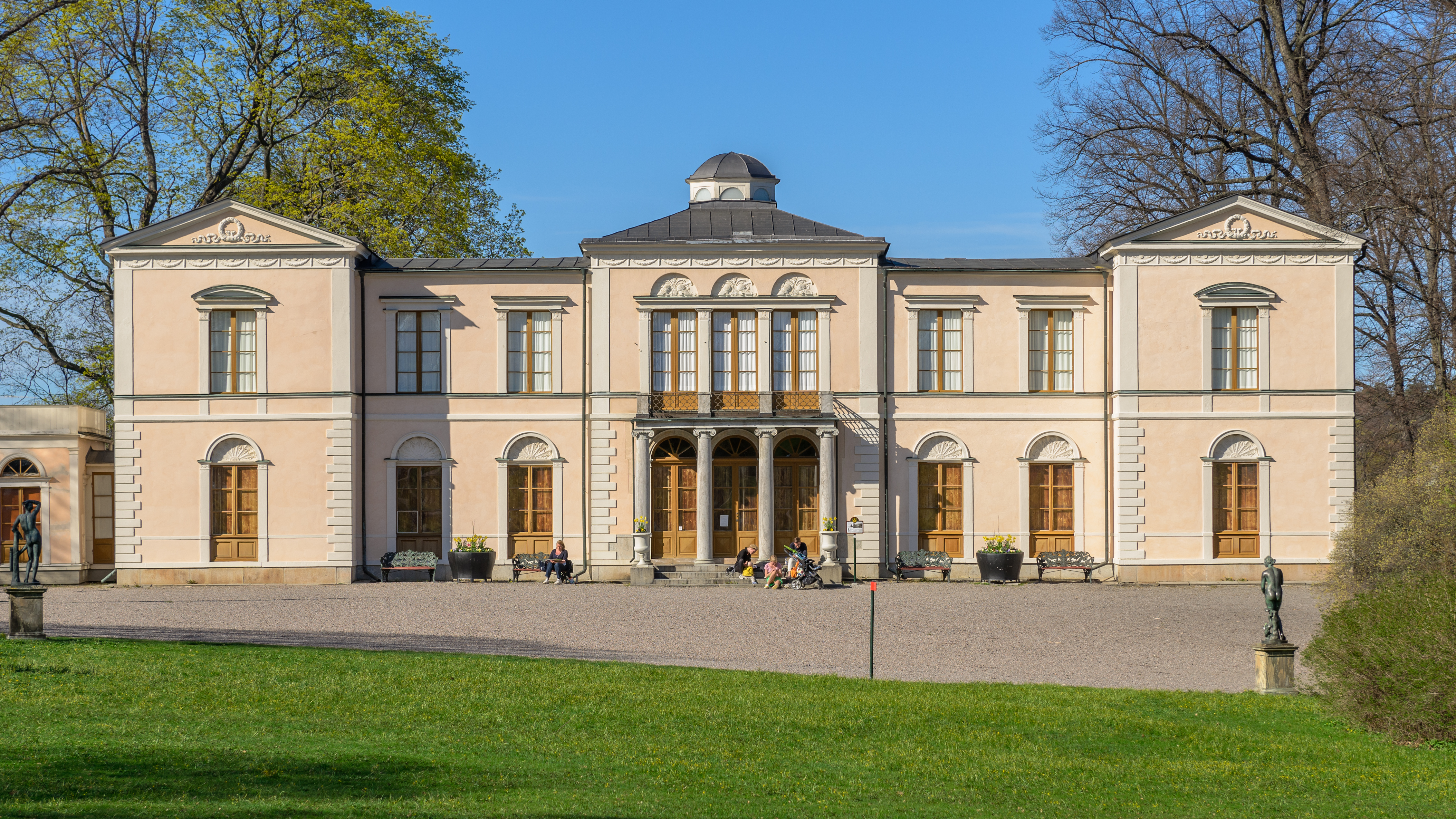
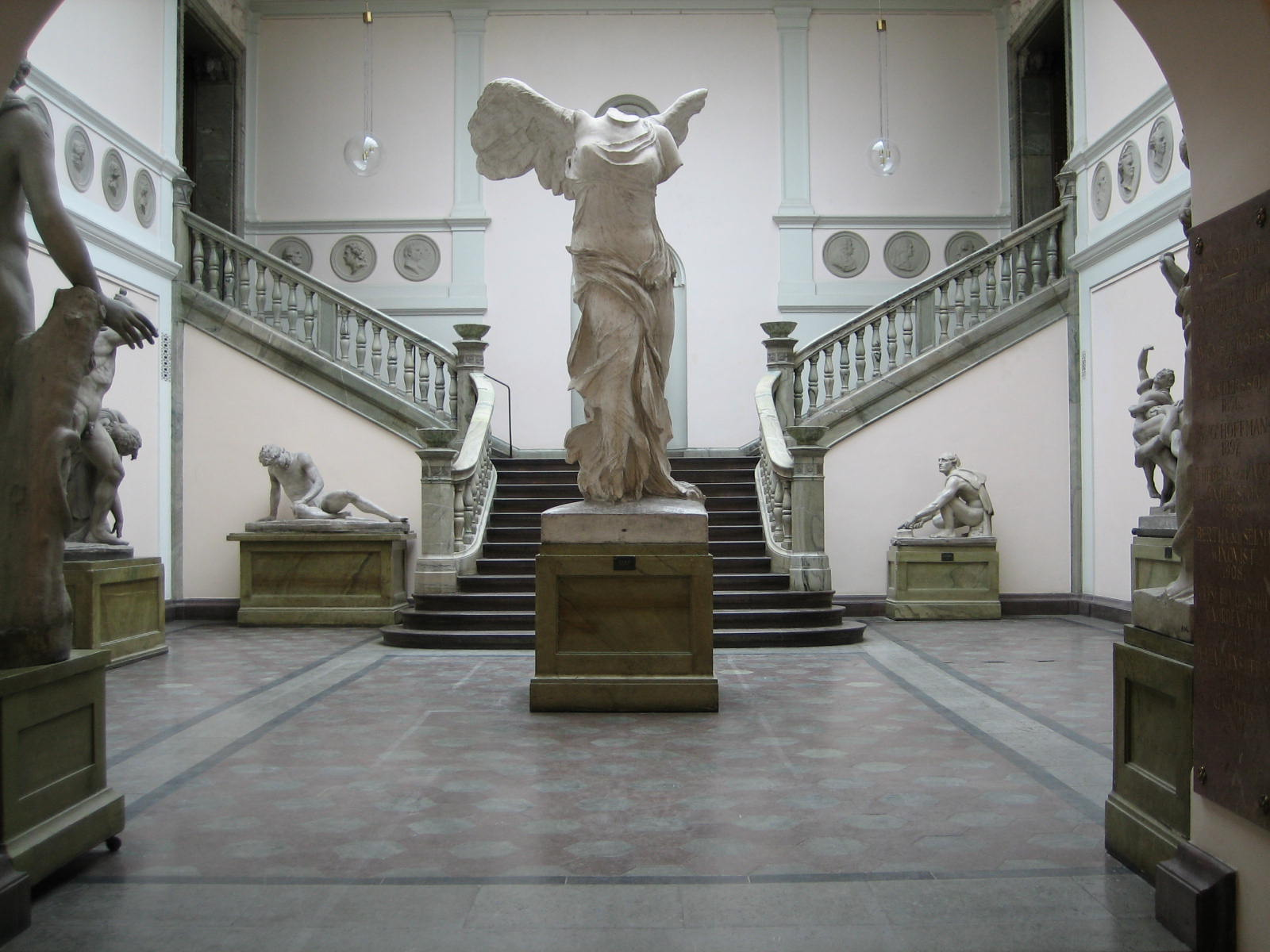
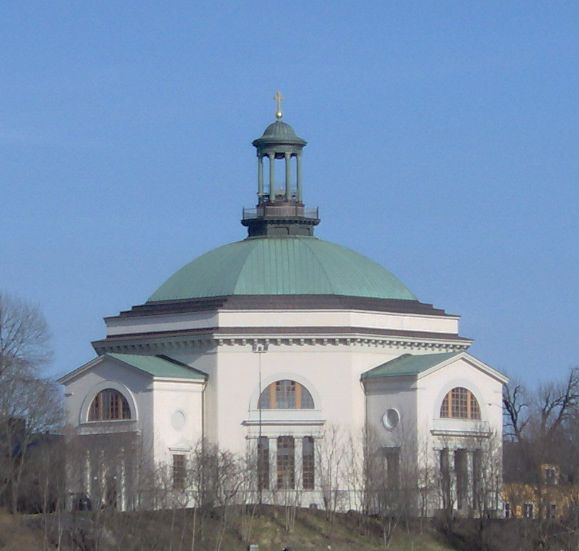